# التواصل بين الثقافات
التواصل بين الثقافات هو شكل من أشكال الاتصال الذي يهدف إلى مشاركة المعلومات والمعرفة بين الثقافات والمجموعات الثقافية المختلفة. يستخدم مصطلح التواصل بين الثقافات لوصف طائفة واسعة من عمليات الاتصال والمشكلات التي تظهر بشكل طبيعي في التنظيمات التي تتكون من أفراد ينتمون إلى ديانات مختلفة ومجتمعات مختلفة وأعراق مختلفة وخلفيات تعليمية مختلفة. 
يهدف التواصل بين الثقافات إلى فهم كيفية تصرف الأشخاص المنتمون لدول وثقافات مختلفة مع العالم المحيط بهم وكيفية تواصلهم معه وإدراكهم له. يقول الكثيرون ممن يعملون في مجال الاتصالات التجارية بين الثقافات أن الثقافة تحدد كيف يمكن للأفراد ترميز الرسائل والوسائط التي يختارونها لنقل تلك الرسائل وكيف يفسرونها.
تدرس دراسات «التواصل بين الثقافات»، بوصفها فكرة منفصلة، الأوضاع التي يتفاعل فيها البشر من خلفيات ثقافية مختلفة. فبغض النظر عن اللغة، تركز دراسات «التواصل بين الثقافات» على الخصائص الاجتماعية وأنماط التفكير وثقافات المجتمعات البشرية. كما أن هذه الدراسات تنطوي على فهم مختلف الثقافات واللغات وعادات الشعوب الاجتماعية من دول مختلفة. يلعب التواصل بين الثقافات دوراً في العلوم الاجتماعية كعلم الإنسان والدراسات الثقافية وعلم النفس واللغويات ودراسات الاتصالات. كما يشار إلى التواصل بين الثقافات على أنه الأساس في عالم الأعمال الدولية. هناك العديد من مزوّدي الخدمات عبر الثقافات والتي تساعد الناس على تطوير مهارات اتصالات مع ثقافات مختلفة. يعتبر البحث أحد أهم أجزاء تطوير مهارات الاتصالات عبر الثقافات.